# Tammy Bruce
Tammy K. Bruce (née le 20 août 1962 à Los Angeles) est une animatrice radio, commentatrice politique conservatrice et auteure américaine. Elle est actuellement porte-parole du Département d’État américain depuis janvier 2025 dans la seconde administration de Donald Trump.

## Biographie

### Formation et début de carrière
Bruce fait ses études à l’Université de Californie du Sud, où elle obtient une licence en sciences politiques en 2002.  
Dans les années 1990, elle préside le chapitre de Los Angeles de l’« Organisation nationale des femmes » (NOW). Militante féministe et lesbienne assumée à l’époque, elle s’oriente progressivement vers des positions conservatrices.

### Carrière médiatique et politique
Elle est collaboratrice de longue date sur Fox News, où elle anime l’émission « Get Tammy Bruce » sur Fox Nation à partir de 2019. Elle est également auteure de plusieurs ouvrages, notamment Fear Itself: Exposing the Left’s Mind-Killing Agenda (2024), qui critique la gauche et la « police de la pensée » supposée.

### Poste au Département d’État et nomination à l’ONU
En janvier 2025, Donald Trump la nomme porte-parole du Département d’État, poste ne nécessitant pas de confirmation sénatoriale.  
Le 9 août 2025, il annonce sa nomination au poste d’« ambassadrice adjointe des États-Unis auprès des Nations unies » (Deputy U.S. Representative to the UN), avec rang d’ambassadrice.  
Sa nomination nécessite désormais l’approbation du Sénat américain.